# Georges Villa
Georges Émile Marie Villa, né à Montmédy (Meuse) le 24 janvier 1883 et mort à Paris le 19 novembre 1965, est un dessinateur, caricaturiste, graveur, lithographe et illustrateur français.

## Biographie
Deuxième et dernier enfant du général Désiré Villa et de Julia Perdrix, Georges Villa change régulièrement de lieu de vie au gré des affectations militaires de son père (Montmédy, Saint-Cyr, Bazoille-sur-Meuse, Rouen). Après des études à Rouen (dans l'institution Pension Rivage), il fréquente le monde artistique de Montmartre à son arrivée à Paris en 1901, s'inscrit aux cours de l'Académie Julian puis à l'École des beaux-arts de Paris en 1904, un an après la mort de son père et la fin de son service militaire, et expose au Salon des artistes français.
Excellent portraitiste, il se lie d'amitié avec le lieutenant-colonel Osnobichine, attaché militaire russe à Paris, qui l'invite à Nice où il réalise de nombreux portraits de princes et d'officiers russes. En 1905, il est invité en Russie par le grand-duc Vladimir, oncle du tsar Nicolas II, pour y exécuter des portraits d'officiers. En 1908, il accompagne une mission archéologique russe au Darfour, à Fadocha puis sur Le Nil en Égypte.
Résidant en Russie quand la Grande Guerre éclate, Georges Villa participe à la Première Guerre mondiale et rejoint la France en tant qu'officier de réserve puis devient sous-lieutenant en 1915 où il est blessé par un éclat d'obus en avril aux Eparges. Voulant continuer à combattre, il entame une formation à l’École militaire d'aviation de Chartres. Breveté, il sera affecté à une escadrille de chasse comme officier pilote et terminera le conflit comme capitaine.
Après la guerre, il se marie avec Léone Bécus, originaire d'Illoud, qu'il a connue en visitant des blessés lors de la Grande Guerre dans la région. Dès lors, il passera chacun de ses étés dans ce village de la Haute-Marne. Il entame sa carrière d'illustrateur avec principalement des dessins humoristiques et trois sujets de prédilection : l'aviation, l'escrime et l'érotisme.  
Il collabore avec de nombreux journaux et revues telles que L'Illustration et des journaux d'opinion de la droite nationale (Le Petit Journal ; La Liberté, dirigée par Pierre Taittinger) ou fasciste (Le Nouveau Siècle de Georges Valois). Il signe de nombreuses illustrations de menus et des affiches publicitaires (notamment pour la marque de savon Cadum ou les vêtements Balnéa) ou de spectacles (le music-hall notamment). Il illustre aussi des livres comme L'Île des Pingouins d'Anatole France en 1922, Le Capitaine Fracasse de Théophile Gautier en 1935, les Contes fantastiques d'Edgar Allan Poe en 1938, et Aphrodite de Pierre Louÿs. Enfin, il utilise ses talents pour promouvoir l'aviation : Georges Villa exécute pour le Ministère de l'Air des affiches de propagande notamment lors de l'exposition coloniale de 1931. Il est nommé parmi les premiers peintres de l'Air en 1931. En parallèle, il réalise des milliers de dessins érotiques, dans la mouvance du romantisme du XVIIIe siècle. 
Georges Villa était une figure du Montmartre des Années folles, connu pour ses caricatures et pour ses portraits ainsi que pour ses dessins érotiques au réalisme renforcé par l'utilisation du fusain et du pastel. Le musée de Montmartre conserve l'un de ses pastels, À l'intérieur du Lapin Agile. Il fait partie  du cercle des Mortigny, fondé par Dimitri d'Osnobichine, en 1908, qui regroupe de nombreux artistes et habitués de la vie parisienne, cercle qui fonctionne jusque dans les années 1950.
Lors de la Seconde Guerre Mondiale, Georges Villa et sa famille décident de résider en permanence en Haute-Marne, à Illoud. Il relate notamment dans ses dessins la drôle de guerre (notamment la mobilisation après les accords de Munich avec la Femme tambour). Il est nommé syndic de la corporation paysanne en tant que grand propriétaire terrien et gère notamment la pénurie et les demandes de réquisition des Allemands. Pourtant, il est proche de membres de la résistance haut-marnaise puis il suivra la Deuxième Division d'Infanterie marocaine lors de la Libération de la France, notamment en Alsace en tant que peintre officiel.
Après la guerre, Georges Villa reprend ses activités artistiques et, grâce à ses nombreuses connaissances dans le monde culturel, gastronomique, militaire et politique, est adhérent à d'innombrables associations ou salons de la vie mondaine (Le Cornet, association littéraire ; il est secrétaire des Amis de Léandre rendant hommage au peintre Charles Léandre ; L'Aéro-Club de France ; fondateur de Les Compagnons de la Belle Table, association gastronomique avec le critique Curnonsky ; etc.).
Chevalier de la Légion d'honneur, il est également l'auteur d'un roman, Infirmerie spéciale, paru en 1953.